# Ли Хо Пён
Ли Хо Пён; (род. 16 октября 1951) — северокорейский борец вольного стиля, серебряный призёр Олимпийских игр.

## Биография
В 1976 году на Олимпийских играх выступал в соревнованиях по вольной борьбе в легчайшем весе. Пропустив первые два круга, в одной встрече выиграл, во второй проиграл и снялся с соревнований. 
См. таблицу турнира. 
В 1978 году был пятым на Азиатских играх.
В 1980 году на Олимпийских играх выступал в соревнованиях по вольной борьбе в легчайшем весе, и сумел завоевать серебряную медаль Олимпийских игр, проиграв Сергею Белоглазову
См. таблицу турнира. 

## Память
Достижению Чан Со Хона и Ли Хо Пёна  посвящена почтовая марка КНДР номиналом 30 чон из серии о  победителях Олимпиады-80, выпущенной 20 октября 1980 года.